# 카이로의 마천루 목록
이 글은 카이로의 마천루 목록이다.

## 목록
| 이름                                  | 높이              | 층수 | 완공일        | 도시         |                                                                         |
| 이름                                  | 높이              | 층수 | 완공일        | 도시         | 참고사항                                                                |
| 카이로 타워                           | 187m (614 피트)   | 90   | 1961          | 카이로       | 현재 이집트와 북아프리카에서 가장 높은 건물,카이로에서 가장 높은 마천루 |
| 카이로 외교부 건물                    | 143m (469 피트)   | 39   | 1994          | 카이로       |                                                                         |
| 엘 게 지라 타워 뫼 벤픽 호텔          | 142m (466 피트)   | 43   | 1996          | 카이로       |                                                                         |
| 그랜드 나일 타워 호텔                 | 142m (466 피트)   | 41   | 2002          | 카이로       |                                                                         |
| 나일 시티 사우스 타워                 | 142m (466 피트)   | 34   | 200           | 카이로       |                                                                         |
| 나일 시티 노스 타워                   | 142m (466 피트)   | 34   | 2002          | 카이로       |                                                                         |
| 엘 마디 레지던스 타워18               | 140m (460 피트)   | 42   | 1985          | 카이로       |                                                                         |
| 엘 마디 레지던스 타워 17              | 140m (460 피트)   | 42   | 1985          | 카이로       |                                                                         |
| 엘 마디 레지던스 타워 16              | 140m (460 피트)   | 42   | 1985          | 카이로       |                                                                         |
| 엘 마디 레지던스 타워 15              | 140m (460 피트)   | 42   | 1985          | 카이로       |                                                                         |
| 엘 마디 레지던스 타워 14              | 140m (460 피트)   | 42   | 1985          | 카이로       |                                                                         |
| 엘 마디 레지던스 타워 13              | 140m (460 피트)   | 42   | 1985          | 카이로       |                                                                         |
| 기자의 피라미드                       | 138.8m (455 피트) |      | 기원전 2560년 | 기자         |                                                                         |
| 카프레의 피라미드                     | 136.4m (448 피트) |      | 기원전 2560년 | 기자         |                                                                         |
| 세인트 레지스 호텔 카이로 나일 플라자 | 136m (446 피트)   | 34   | 공사중        | 카이로       |                                                                         |
| 이집트 국립 은행 타워 1               | 135m (443 피트)   | 33   | 1986          | 카이로       |                                                                         |
| 이집트 국립 은행 타워 2               | 135m (443 피트)   | 33   | 1986          | 카이로       |                                                                         |
| 산 스테파노 그랜드 플라자             | 135m (443 피트)   | 35   | 2006          | 알렉산드리아 | 알렉산드리아에서 가장 높은 건물                                         |
| 포시즌 스 호텔 카이로 앳 나일 플라자  | 127m (417 피트)   | 31   | 1999          | 카이로       |                                                                         |
| 엘 마디 레지던스 타워 12              | 122m (400 피트)   | 35   | 1987          | 카이로       |                                                                         |
| 엘 마디 레지던스 타워 11              | 122m (400 피트)   | 35   | 1987          | 카이로       |                                                                         |
| 엘 마디 레지던스 타워 10              | 122m (400 피트)   | 35   | 1987          | 카이로       |                                                                         |
| 엘 마디 레지던스 타워 9               | 122m (400 피트)   | 35   | 1987          | 카이로       |                                                                         |
| 엘 마디 레지던스 타워 8               | 122m (400 피트)   | 35   | 1987          | 카이로       |                                                                         |
| 엘 마디 레지던스 타워 7               | 122m (400 피트)   | 35   | 1987          | 카이로       |                                                                         |
| 엘 마디 레지던스 타워 6               | 122m (400 피트)   | 35   | 1987          | 카이로       |                                                                         |
| 엘 마디 레지던스 타워 5               | 122m (400 피트)   | 35   | 1987          | 카이로       |                                                                         |
| 레지던스 로다 아일랜드                | 118m (387 피트)   | 39   | ??            | 카이로       |                                                                         |
| 람세스 힐튼 & 월드 트레이드 센터      | 110m (360 피트)   | 36   | 1980          | 카이로       |                                                                         |
| 힐튼 월드 트레이드 센터 레지던스 I    | 110m (360 피트)   | 32   | ??            | 카이로       |                                                                         |
| 세미라미스 인터 컨티넨탈 호텔         | 107m (351 피트)   | 29   | ??            | 카이로       |                                                                         |
| 포시즌스 카이로 앳 퍼스트 레지던스    | 103m (338 피트)   | 30   | ??            | 카이로       |                                                                         |
| 벨몬트 빌딩                           | 102m (335 피트)   | 32   | 1954          | 카이로       |                                                                         |
| 알렉산드리아 시티 센터 타워 I         | 100m (330 피트)   | 30   | 2003          | 알렉산드리아 |                                                                         |
| 라디오와 텔레비전 건물                | 100m (330 피트)   | 30   | 1957          | 카이로       |                                                                         |
| 엘 게지라 쉐라톤 호텔                 | 100m (330 피트)   | 30   | 1984          | 카이로       |                                                                         |
| 콘래드 인터내셔널 카이로 호텔         | 100m (330 피트)   | 30   | 1999          | 카이로       |                                                                         |
| 페어몬트 카이로                       | 100m (330 피트)   | 25   | 2007          | 카이로       |                                                                         |